# 탄자니아의 재외공관 목록

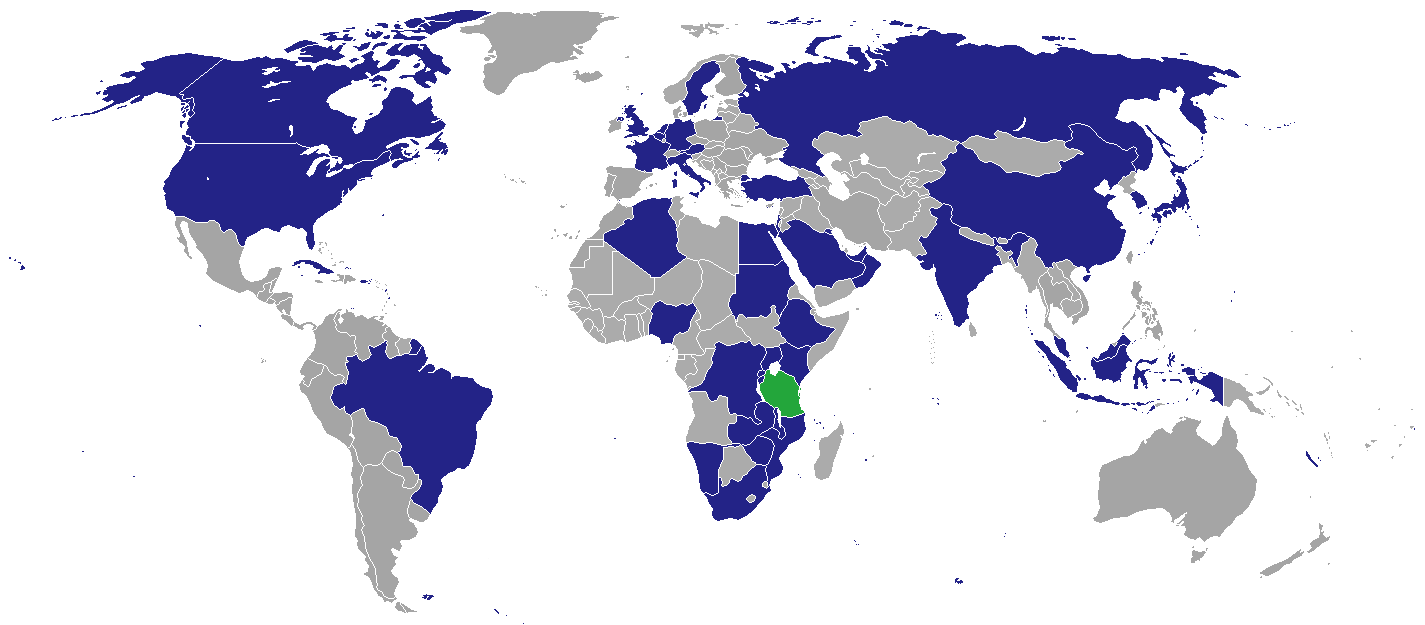
탄자니아의 재외공관

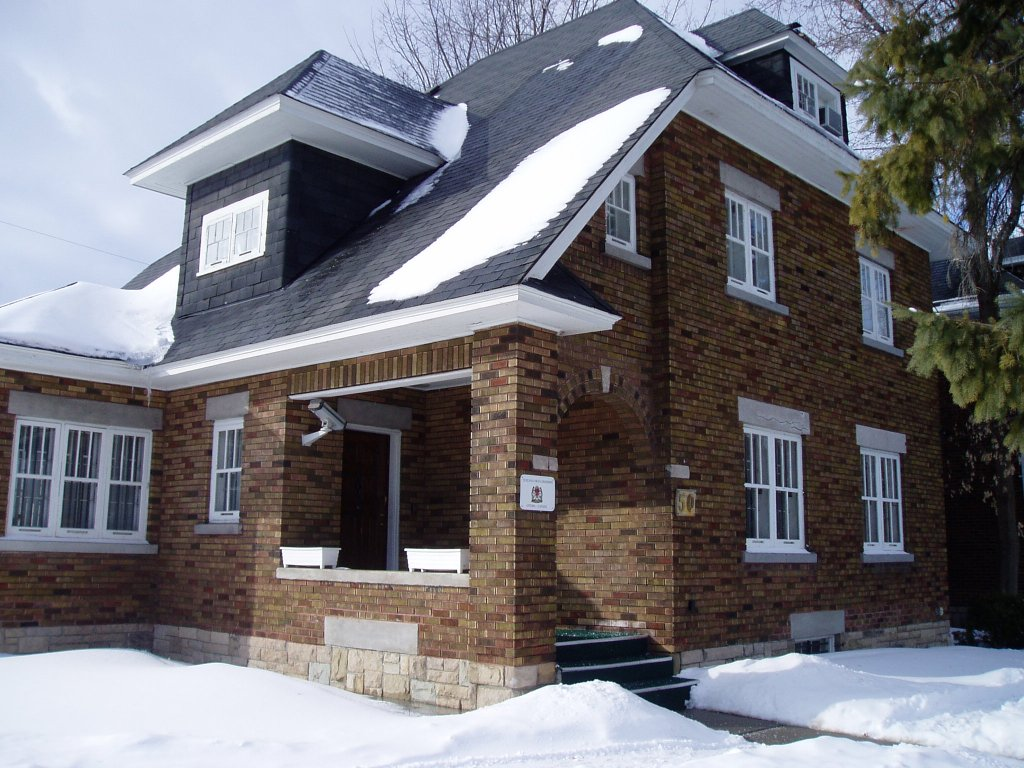
오타와 주재 탄자니아 고등판무관 사무소

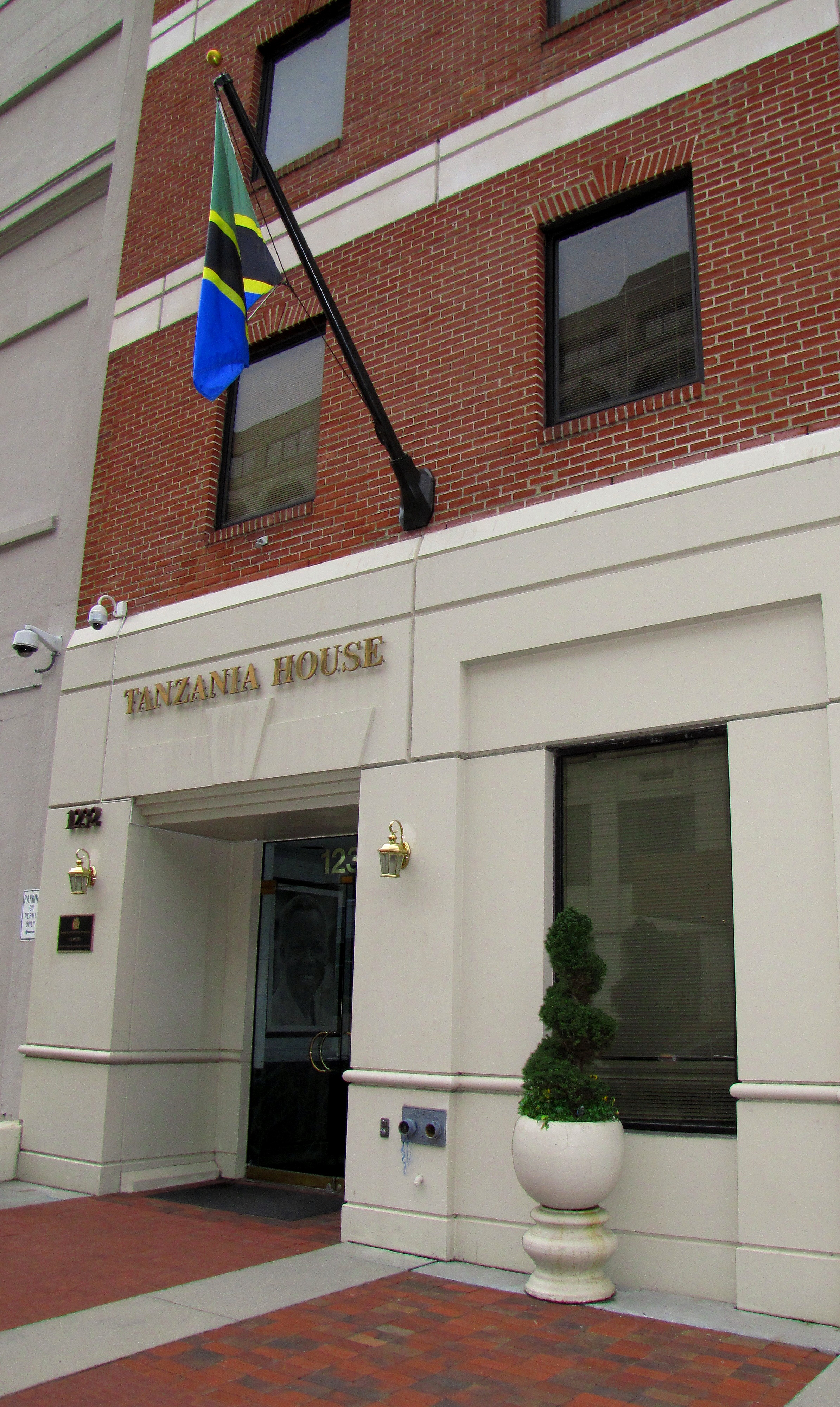
워싱턴 D.C. 주재 탄자니아 대사관

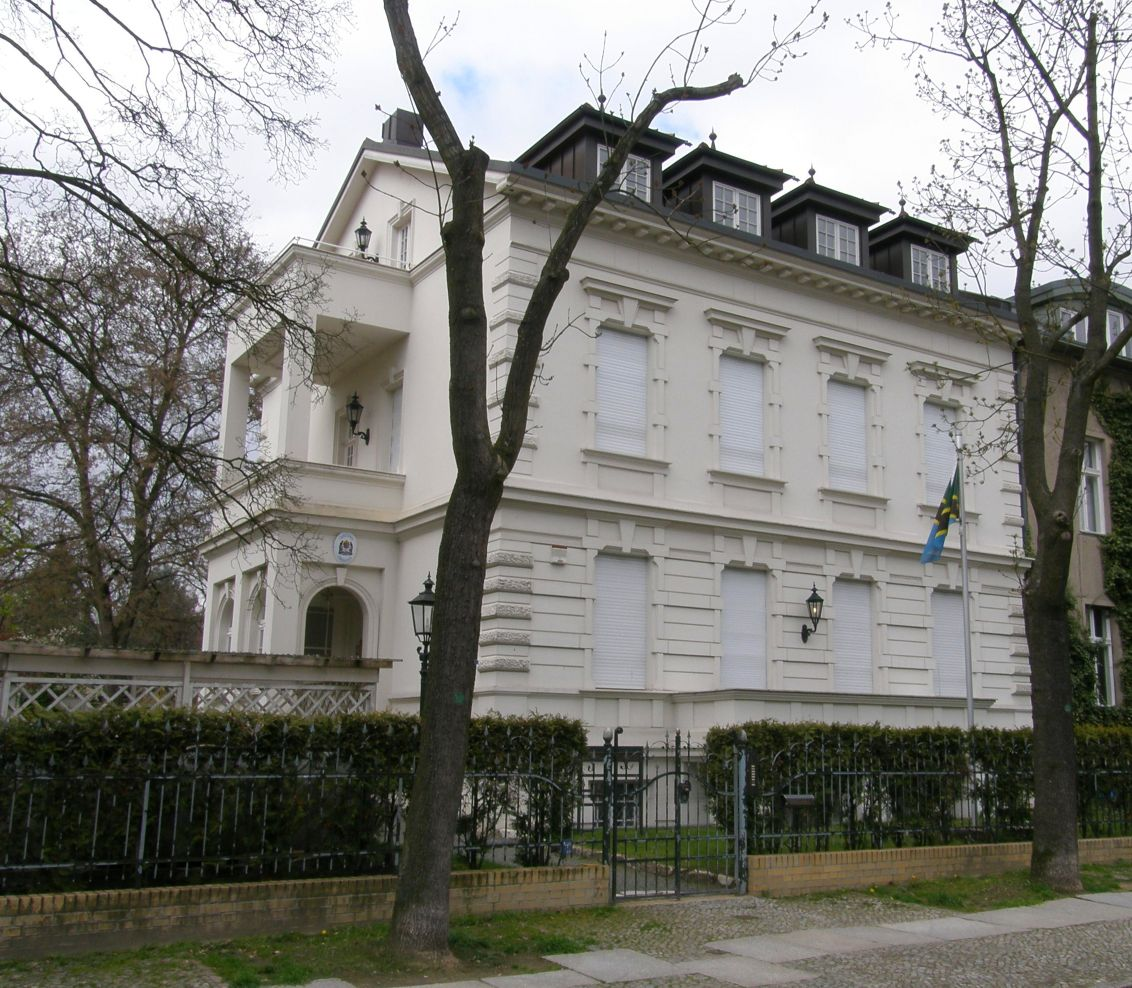
베를린 주재 탄자니아 대사관

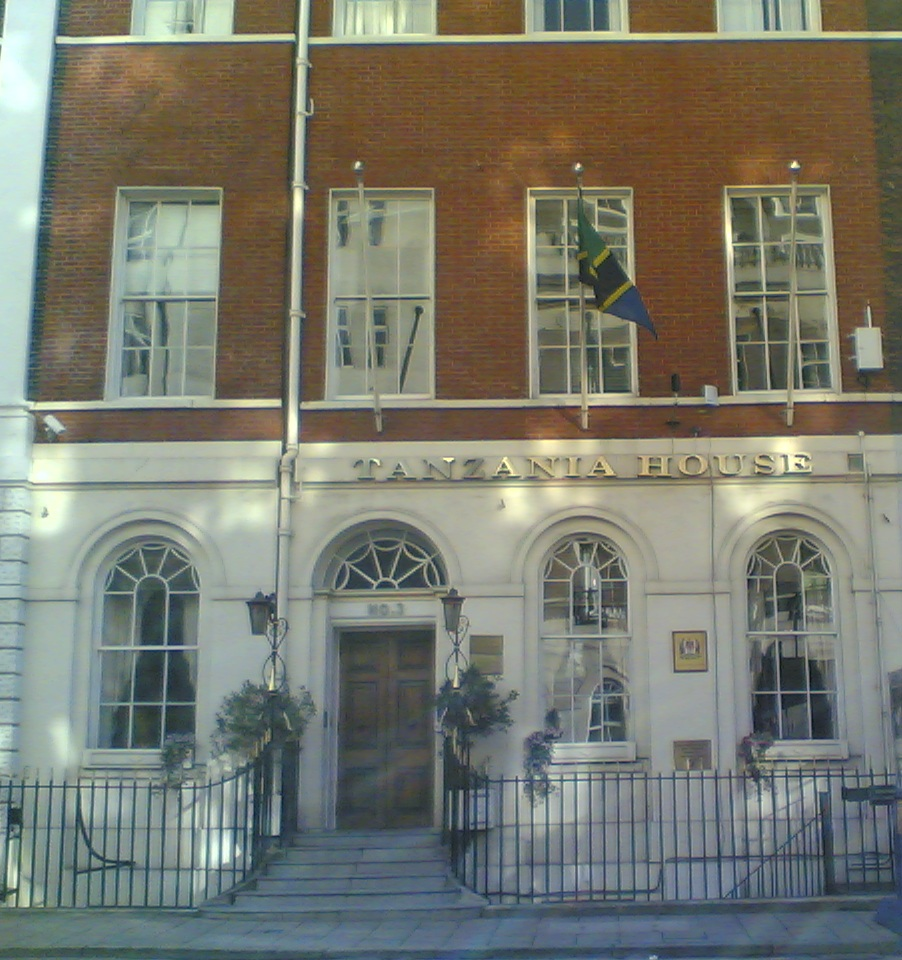
런던 주재 탄자니아 고등판무관 사무소

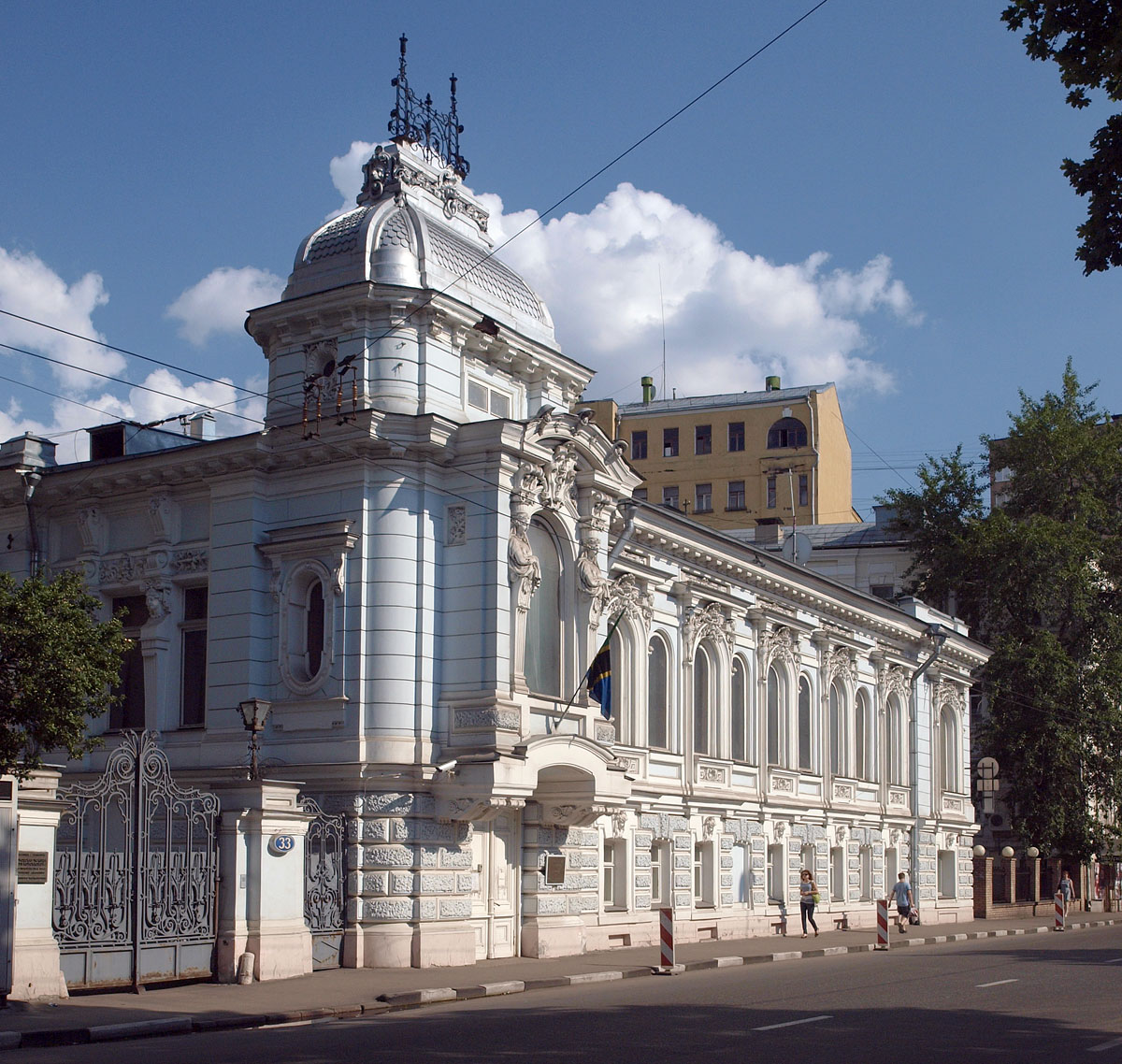
모스크바 주재 탄자니아 대사관

탄자니아의 재외공관 목록은 탄자니아 주재 대사관과 고등판무관 사무소를 각국에 상주시켜 놓는 것을 의미하며 탄자니아의 재외공관을 나열한 목록이다.

## 아프리카
- 부룬디 : 부줌부라 (대사관)
- 코모로 : 모로니 (대사관)
- 콩고 민주 공화국 : 킨샤사 (대사관)
- 이집트 : 카이로 (대사관)
- 에티오피아 : 아디스아바바 (대사관)
- 케냐 : 나이로비 (고등판무관 사무소), 몸바사 (총영사관)
- 말라위 : 릴롱궤 (고등판무관 사무소)
- 모잠비크 : 마푸투 (고등판무관 사무소)
- 나이지리아 : 아부자 (고등판무관 사무소)
- 르완다 : 키갈리 (고등판무관 사무소)
- 남아프리카 공화국 : 프리토리아 (고등판무관 사무소)
- 우간다 : 캄팔라 (고등판무관 사무소)
- 잠비아 : 루사카 (고등판무관 사무소)
- 짐바브웨 : 하라레 (대사관)

## 아메리카
- 브라질 : 브라질리아 (대사관)
- 캐나다 : 오타와 (고등판무관 사무소)
- 미국 : 워싱턴 D.C. (대사관)

## 아시아
- 중화인민공화국 : 베이징시 (대사관)
- 인도 : 뉴델리 (고등판무관 사무소)
- 일본 : 도쿄도 (대사관)
- 대한민국 : 서울 : (대사관)
- 말레이시아 : 쿠알라룸푸르 (고등판무관 사무소)
- 오만 : 무스카트 (대사관)
- 사우디아라비아 : 리야드 (대사관), 지다 (총영사관)
- 아랍에미리트 : 아부다비 (대사관), 두바이 (총영사관)

## 유럽
- 벨기에 : 브뤼셀 (대사관)
- 프랑스 : 파리 (대사관)
- 독일 : 베를린 (대사관)
- 이탈리아 : 로마 (대사관)
- 네덜란드 : 헤이그 (대사관)
- 러시아 : 모스크바 (대사관)
- 스웨덴 : 스톡홀름 (대사관)
- 영국 : 런던 (고등판무관 사무소)

## 대표부
- EU 탄자니아 정부 대표부 : 브뤼셀
- UN 탄자니아 정부 대표부 : 뉴욕, 제네바
- UNESCO 탄자니아 정부 대표부 : 파리
- UNEP 탄자니아 정부 대표부 : 나이로비
- 아프리카 연합 탄자니아 정부 대표부 : 아디스아바바

## 같이 보기
- 탄자니아 주재 외국공관 목록